# Војислав Јовановић Марамбо
Војислав Јовановић Марамбо (Београд, 24. септембар 1884 — Београд, 20. јул 1968) био је српски и југословенски историчар књижевности, преводилац, дипломата и научни радник. Био је историчар књижевности и то са посебним нагласком на проучавању народних умотворина, затим преводилац, публициста, библиограф, драмски писац-сатиричар, архивиста, дипломата, и колекционар књига и библиофил.

## Биографија
Војислав Јовановић је завршио гимназију у Београду 1903. Студирао је књижевност у Лозани, Женеви и Лондону, а докторирао је у Греноблу 1911. Године 1912. изабран је за доцента Београдског универзитета за упоредну књижевност. Током Првог светског рата био је члан ратног Пресбироа српске Врховне команде и шеф Пресбироа српске владе у Лондону и Вашингтону. За ванредног професора изабран 1919. Универзитетску каријеру напустио је годину дана касније. Уређивао је Српски књижевни гласник 1920-1921. Године 1924. постављен је за начелника историјског одељења Министарства иностраних дела и на том је послу, с краћим прекидима, остао до 1950. Од 1950-1962. ради у Српској академији наука као научни саветник и научни сарадник. Умро је у Београду 1968.

### Књижевни рад
Књижевни рад започиње 1903. године сарадњом у Малом журналугде под псеудонимом Марамбо објављује између осталог и позоришне критике. Прву драму под насловом Тако рече Заратустра написао је те исте године и послао на анонимни конкурс Матице српске. Према подацима које даје сам Јовановић 1914. уз књигу драма под заједничким насловом Каријера остали позоришни комади настали су следећим редом: Наш зет 1905, Наши очеви 1905-1906, Наши синови 1906, Каријера 1907. Наши синови и Наши очеви добили су другу награду на конкурсу Народног позоришта 1906.
Један део Јовановићевог тематски врло разнородног научног рада везан је за проучавање наше народне књижевности. Највећи допринос у тој области представља његова докторска дисертација „Гусле“ Проспера Меримеа, у којој је, служећи се обимном документацијом, решио питање постанка и извора ове познате књижевне мистификације и тако приказао и улогу наше народне поезије у европском романтизму. Овоме треба додати и чувене антологије: Српске народне песме (1922) и Српске народне приповетке (1925).
Јовановићево интересовање за политичку историју дало је такође драгоцене резултате: уредио је збирку докумената о питањима границе с Албанијом, о Рапалском уговору, о Лондонском пакту и књигу о југословенским архивима из Другог светског рата. У том послу посебно важно место заузима Енглеска библиографија о источном питању у Европи.
Преводио је Волтера и Ибзена.
Говорио је о значају архива, пре свега за будућност.

## Легат
Сестра Војислава Јовановића Марамба Славка Јовановић оставила је Универзитетској библиотеци у Београду заоставштину свога брата и породичну кућу. Кућа је изграђена 1883. године, а у њој је 1988. године отворено Одељење за народну књижевност Универзитетске библиотеке, пошто је Војислава Јовановића нарочито занимала народна књижевност. Његова библиотека има 6292 свеске, рукописе и више од 1300 фотографија.